# Tienerklanken
Tienerklanken was een jeugdprogramma op de Vlaamse openbare omroep BRT, de voorloper van de Vlaamse Radio- en Televisieomroeporganisatie. Het programma, een kruising tussen een praatprogramma en muziekprogramma, liep van 1961 tot 1978 en richtte zich op 15- tot 25-jarigen. Het werd o.a. gepresenteerd door Nora Steyaert en Hugo Van den Berghe.
Het bevatte verschillende muziekrubrieken, zoals Leuke plaatjes, goede maatjes en Applaus. Onder meer The Rolling Stones, Pink Floyd, Cliff Richard en Jimi Hendrix hebben in "Tienerklanken" opgetreden. In de rubrieken Taboeret en Tenuto kon de jeugd zelf haar muzikale talent tonen.
"Tienerklanken" hechtte daarnaast veel belang aan de mening van jongeren. Na mei 1968 werden Vlaamse jongeren mondiger en besloot men om rubrieken zoals Inspraak, Alternatief, Tegendraads en Toestand te produceren, waarin de jeugd haar zeg kon doen.
In de rubriek "Toestand" werd gekenmerkt door een wat lichtere, humoristischere aanpak. Frank Dingenen debuteerde hier eind jaren 70 als komiek.
In 1970 was de Vlaams zanger Will Ferdy te gast in de rubriek "Inspraak" van "Tienerklanken". Als eerste Bekende Vlaming sprak Ferdy over zijn homoseksualiteit.